# Miss Hungary
Nem tévesztendő össze a következő versenyekkel: Anna-bál Szépe, Miss Balaton, Miss Balaton Fővárosa, Miss Universe Hungary, Miss World Hungary, Miss Earth Hungary, Miss International Hungary, Miss Tini Hungary, Miss Bikini Hungary és Fashion & Face.
A Miss Hungary a legrégebbi országos rendezésű magyar szépségverseny. Először 1929-ben rendezték meg, de a II. világháborút követően csak 1985-ben tartották meg újra. Az 1985-ös győztes, Molnár Csilla halála után csak 1989-ben rendezték meg a következő döntőt. A Miss Hungary-t 1998 óta Répás Lajos versenyigazgató szervezi. 2015-ben rendezték meg a 25. Jubileumi MISS HUNGARY Nemzeti Szépségversenyt.

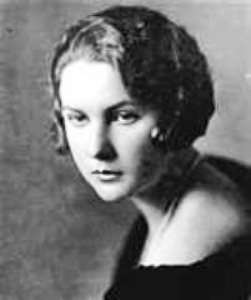
Simon Böske az első magyar szépségkirálynő (1929)

## Története
- 1929-től a második világháborúig

A versenyt először 1929 januárjában rendezték meg. A győztes egy keszthelyi orvos lánya, Simon Böske lett, aki még ugyanabban az évben (február 8-án) 17 ország versenyzője között elnyerte a Miss Európa címet is. A döntő után Gaston Doumergue francia köztársasági elnök telefonon gratulált neki, és állítólag a következőket mondta: "Kisasszonyom, kívánom, hogy hazája rövid időn belül legyen olyan boldog és olyan szerencsés, mint Ön.". Győzelme után Böske az újságírók kérdésére azt felelte, hogy nem akar sem színpadra menni, sem moziszínésznő lenni, hanem "férjhez akarok menni egy csinos, intelligens, vagyonos fiúhoz úgy, amint az a kedvenc regényeimben szokott történni."
A verseny 1932. évi győztese fődíjként egy 150 öles telket kapott a Balaton Lidón.
A Miss Hungary-t a háborúig szinte minden évben megrendezték, de legtöbb esetben csak a győztes nevét – vagy még azt sem – ismerjük.
- A II. világháborútól 1985-ig

A szépségversenyt a háború után valószínűleg politikai okok miatt már nem rendezték meg.
- 1985-1989

Az 1985-ös Magyar Média Reklám és Propaganda Szolgáltató Vállalat által megrendezett versenyre több, mint 2200 lány jelentkezett, akik közül csak 25-en jutottak be a döntőbe. A győztes Molnár Csilla lett, aki a következő évben öngyilkosságot követett el. Az eset megrázta a közvéleményt, a szépségversenyeket újra nemkívánatos eseményként tartották számon.
A rendező cég 1989-ben ismét megrendezte a versenyt, melynek győztese, Gerlóczy Magdolna a verseny történetében először vett részt Magyarország képviseletében egy nemzetközi szépségversenyen, a Miss World-ön.
- 1989-1997

A Miss Hungary nyertese 1996 kivételével automatikusan részt vett a Miss World-ön.
1991-ben botrány árnyékolta be a verseny hírét, hiszen korábbi fotóik miatt, melyek nem illettek bele a verseny imázsába, az első és a második helyezettet is meg kellett fosztani helyezésétől.
1993-ban és 1997-ben a szépségverseny elmaradt.
- 1998-

Ettől az évtől kezdve a versenyt újra évente rendezték meg. Győztese, vagy valamelyik helyezettje azóta is különböző, kevésbé ismert nemzetközi szépségversenyeken indul.

## Győztesek

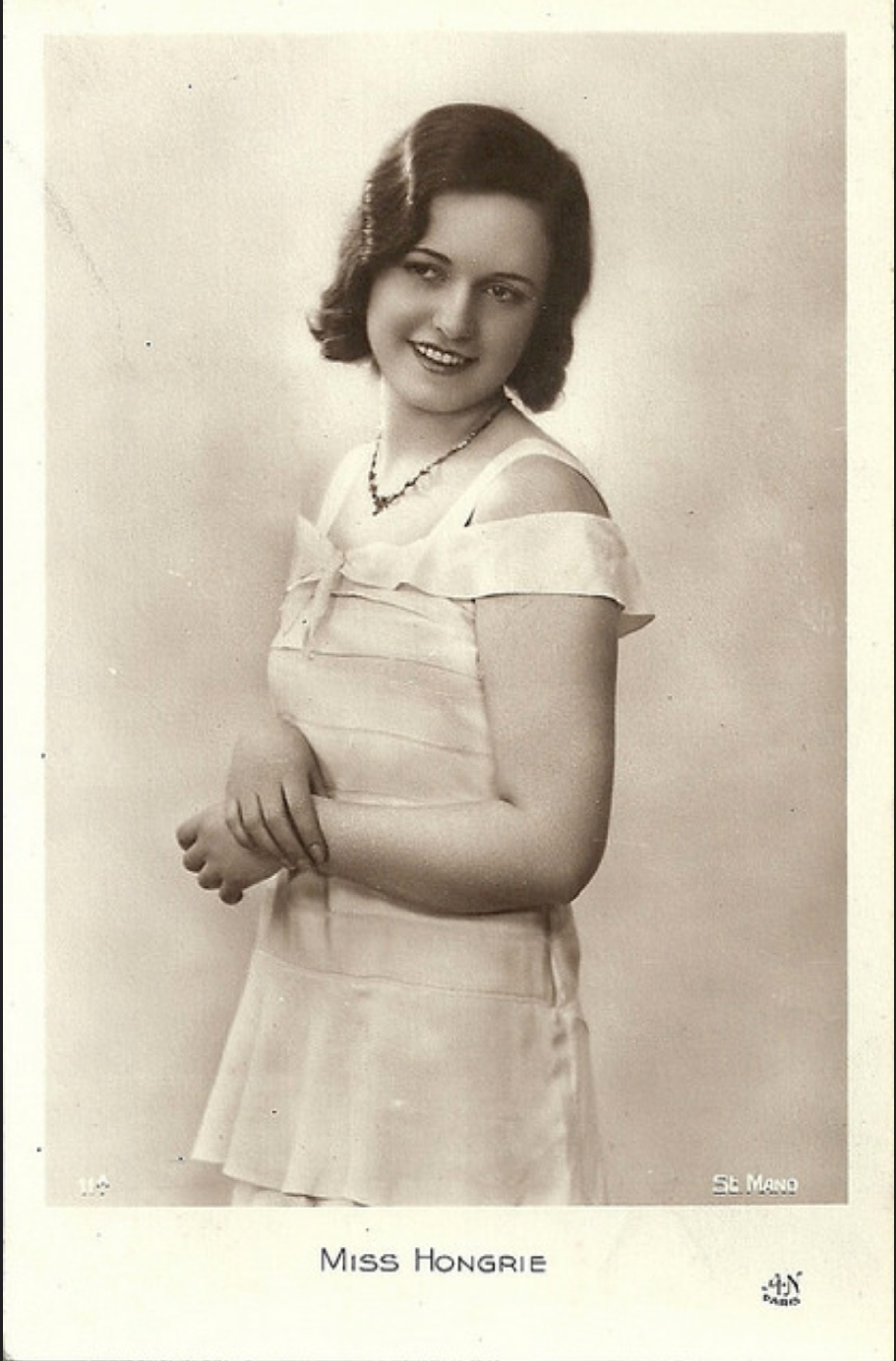
Tasnády Fekete Mária (1931)

A táblázat a Miss Tini Hungary és a Miss Hungary győztesét, a nemzetközi versenyt, melyen részt vett, és a versenyző elért eredményét mutatja.
| Év        | Miss Tini Hungary     | Miss Hungary                        | Verseny                                    | Eredmény           |
| --------- | --------------------- | ----------------------------------- | ------------------------------------------ | ------------------ |
| 1929      |                       | Simon Böske                         | Miss Európa 1929                           | Első helyezett     |
| 1930      |                       | Papst Mária                         | Miss Európa 1930                           | -                  |
| 1931      |                       | Tasnády Fekete Mária                | Miss Európa 1931                           | -                  |
| 1932      |                       | Lampel Ica                          | Miss Európa 1932                           |                    |
| 1933      |                       | Gál Júlia                           | Miss Európa 1933                           | Második helyezett  |
| 1934      |                       | Gosztony Renée                      | Miss Europe 1934                           | -                  |
| 1935      |                       | Nagy Mária                          | Miss Európa 1935                           | -                  |
| 1936      |                       | Gábor Sári (Gábor Zsazsa)           | -                                          | -                  |
| 1937      |                       | Annalia Alejandria                  |                                            |                    |
| 1938      |                       | Zalain (Zalán?) Anna                | Miss Európa 1938                           | -                  |
| 1939      |                       | Pakner Annus                        |                                            |                    |
| 1940-1984 |                       | A verseny nem került megrendezésre. |                                            |                    |
| 1985      |                       | Molnár Csilla Andrea                | Nem hivatalos Miss Európa                  | Harmadik helyezett |
| 1986-1988 |                       | A verseny nem került megrendezésre. |                                            |                    |
| 1989      |                       | Gerlóczy Magdolna                   | Miss World 1989                            | -                  |
| 1990      |                       | Czuczor Kinga                       | Miss World 1990 és Miss International 1991 | -                  |
| 1991      |                       | Michna Orsolya                      | Miss World 1991                            | -                  |
| 1992      |                       | Papp Bernadett                      | Miss World 1992                            | -                  |
| 1993      |                       | A verseny nem került megrendezésre. |                                            |                    |
| 1994      |                       | Farkas Tímea                        | Miss World 1994                            | -                  |
| 1995      |                       | Veinberger Ildikó                   | Miss World 1995                            | -                  |
| 1996      |                       | A verseny nem került megrendezésre. |                                            | -                  |
| 1997      |                       | A verseny nem került megrendezésre. |                                            |                    |
| 1998      |                       | Sas Leila                           |                                            |                    |
| 1999      |                       | Dammak Jázmin                       | Queen of the World 2002                    | Harmadik helyezett |
| 2000      | Nyírfalusi Ágnes      | Erdélyi Melinda                     | -                                          | -                  |
| 2001      | Titania Valentine     | Stedra Szabina                      | -                                          | -                  |
| 2002      | Zimány Linda          | Tóth Szilvia                        | Miss Earth 2002                            | -                  |
| 2003      | Nagy Réka             | Balogh Edina                        | -                                          | -                  |
| 2004      | Bazsika Vivien        | Nagy Nóra                           | -                                          | -                  |
| 2005      | Maximovits Anett      | Oláh Noémi                          | -                                          | -                  |
| 2006      | Misik Renáta          | Szabó Kitti                         | Miss Tourism Queen International 2007      | -                  |
| 2007      | Károlyfalvi Henrietta | Koller Katalin                      | -                                          | -                  |
| 2008      | Németh Nikolett       | Polgár Ildikó                       | -                                          | -                  |
| 2009      | Cserháti Tamara       | Maximovits Anett                    |                                            |                    |
| 2010      | Dézsányi Bianka       | Gregori Dóra                        |                                            |                    |
| 2011      | Szommer Edina         | Bartók Mariann                      |                                            |                    |
| 2012      | nem volt              | Kelemen Henrietta                   |                                            |                    |
| 2013      | Csomós Zsófia         | Berecz Brigitta                     |                                            |                    |
| 2014      | Nagy Mirtill Kíra     | Kovács Kinga                        |                                            |                    |
| 2015      | Mihályfi Liza         | Kerekes Beáta                       |                                            |                    |
| 2016      | Strommer Adrienn      | Molnár Márta                        |                                            |                    |
| 2017      | Mátyás Blanka         | Hettinger Vivien                    |                                            |                    |
| 2018      | Bábel Virág           | Rusenko Ramona                      |                                            |                    |
| 2019      | Szép Valentina        | Márki Vivien                        |                                            |                    |
| 2020      | Döbrösi Friderika     | Vascsák Kitti                       |                                            |                    |
| 2021      | Fekete Vivien         | Békési Noémi                        |                                            |                    |
| 2022      | Horváth Lilla         | Horváth Boglárka                    |                                            |                    |

## Versenyek

### A II. világháború előtt

#### 1929
A versenyt ebben az évben rendezték meg először, Miss Hungária néven. A döntő január 7-én vagy 8-án volt, győztese egy keszthelyi orvos lánya, Simon Erzsébet (Böske) lett, akit alig egy hónap múlva Párizsban Miss Európává választottak. Böske az év végén férjhez ment Brammer Pálhoz.
| Helyszín | Időpont                 | Résztvevők száma | Győztes     | Második helyezett | Harmadik helyezett |
| -------- | ----------------------- | ---------------- | ----------- | ----------------- | ------------------ |
|          | 1929. január 7. vagy 8. |                  | Simon Böske |                   |                    |

Top 4: Nádory Jolán, Rozsnyay Sára, Szabó Klára
A zsűri tagjai: Porzsolt Kálmán.

#### 1930
A versenyt rendkívül nagy érdeklődés mellett a Lloyd-palotában rendezték meg. A terem közepén elhelyezett nagy emelvényen foglaltak helyet a zsűri tagjai, akik előtt vonult fel a nagyszámú versenyző. A szépségverseny délelőtt 11 órakor kezdődött, de a jelentkezők már 9 órától gyülekeztek. A döntő zsűrije 11 órakor vonult be, majd hamarosan megérkezett az előző évi győztes, a Miss Európává választott Simon Böske is férjével, Brammer Pállal.
Először a vidéki versenyzők vonultak el a zsűri előtt, majd a budapestiek. A két csoport felvonulása után a döntnökök 20-30 lányt ítéltek továbbjutásra méltónak. Az ő újabb felvonulásuk után a zsűri úgy döntött, hogy a 17 éves, barna hajú, óbudai Papst Mária legyen a győztes. Az eredményt Maurice de Walleffe és Incze Sándor hirdették ki. Az előző évi Miss Hungary, vagyis Simon Böske adta át a nemzeti színű szalagot az új Miss Magyarországnak, aki egy háborúban elesett tengerészkapitány lánya volt. Mária később, április elején férjhez ment.
| Helyszín               | Időpont                   | Résztvevők száma | Győztes     | Második helyezett | Harmadik helyezett |
| ---------------------- | ------------------------- | ---------------- | ----------- | ----------------- | ------------------ |
| Budapest, Lloyd-palota | 1930. január 18. vagy 19. | 20-30 fő         | Papst Mária | Radó Magda        | Gerő Györgyi       |

A zsűri tagjai: gróf Teleki Sándorné, Beöthy Zsolt, Porzsolt Kálmán, Petrovich Elek, Kisfaludi Strobl Zsigmond, Heltai Jenő, Hegedűs Gyula, Góthné Kertész Ella, Góth Sándor.

#### 1931
1930 szilveszterének éjjelén Párizsban megválasztották a párizsi magyarság szépét, a kolozsvári származású Jakab Lenkét, aki január végén részt vett az 1931-es Miss Magyarország választáson.
| Helyszín | Időpont      | Résztvevők száma | Győztes              | Második helyezett | Harmadik helyezett |
| -------- | ------------ | ---------------- | -------------------- | ----------------- | ------------------ |
|          | 1931. január |                  | Tasnády Fekete Mária |                   |                    |

#### 1932
| Helyszín | Időpont | Résztvevők száma | Győztes    | Második helyezett | Harmadik helyezett |
| -------- | ------- | ---------------- | ---------- | ----------------- | ------------------ |
|          | 1932.   |                  | Lampel Ica | Dobovszky Viola   | Vitézy Erzsébet    |

#### 1933
| Helyszín | Időpont | Résztvevők száma | Győztes   | Második helyezett | Harmadik helyezett |
| -------- | ------- | ---------------- | --------- | ----------------- | ------------------ |
|          | 1933.   |                  | Gál Júlia | Gábor Sára        | Radó Lilly         |

#### 1934
| Helyszín | Időpont | Résztvevők száma | Győztes        | Második helyezett | Harmadik helyezett |
| -------- | ------- | ---------------- | -------------- | ----------------- | ------------------ |
|          | 1934.   |                  | Gosztony Renée |                   |                    |

#### 1935
| Helyszín | Időpont | Résztvevők száma | Győztes    | Második helyezett | Harmadik helyezett |
| -------- | ------- | ---------------- | ---------- | ----------------- | ------------------ |
|          | 1935.   |                  | Nagy Mária |                   |                    |

#### 1936
| Helyszín | Időpont | Résztvevők száma | Győztes                   | Második helyezett | Harmadik helyezett |
| -------- | ------- | ---------------- | ------------------------- | ----------------- | ------------------ |
|          | 1936.   |                  | Gábor Sári (Gábor Zsazsa) |                   |                    |

#### 1937
| Helyszín | Időpont | Résztvevők száma | Győztes            | Második helyezett | Harmadik helyezett |
| -------- | ------- | ---------------- | ------------------ | ----------------- | ------------------ |
|          | 1937.   |                  | Annalia Alejandria |                   |                    |

#### 1938
| Helyszín | Időpont | Résztvevők száma | Győztes              | Második helyezett | Harmadik helyezett |
| -------- | ------- | ---------------- | -------------------- | ----------------- | ------------------ |
|          | 1938.   |                  | Zalain (Zalán?) Anna |                   |                    |

#### 1939
| Helyszín | Időpont | Résztvevők száma | Győztes      | Második helyezett | Harmadik helyezett |
| -------- | ------- | ---------------- | ------------ | ----------------- | ------------------ |
|          | 1939.   |                  | Pakner Annus |                   |                    |

#### 1940-1984
A versenyt nem rendezték meg.

### 1980-as évek

#### 1985
A verseny szervezője a Magyar Média Reklám és Propaganda Szolgáltató Leányvállalat volt. A versenyfelhívást 1985 tavaszán tették közzé. A több, mint 2000 jelentkező közül 600-at hívtak be az ország több pontján megrendezett selejtezőkre. Az innen továbbjutók az ország hat különböző helyszínén megrendezett elődöntőkbe jutottak. A középdöntőt Budapesten rendezték, 1985 szeptemberében. A döntőt 1985. október 5-én a Budapest Kongresszusi Központban tartották.
A későbbi győztes, Molnár Csilla a későbbi második helyezettel, Kruppa Judittal holtversenyben nyerte meg az egyik elődöntőt, míg a középdöntőn negyedik lett.
Az 1986-os évi szépségverseny selejtezői már javában zajlottak, amikor az 1985-ös győztes, Molnár Csilla öngyilkosságot követett el. Halála miatt a már folyó versenyt a középdöntőnél félbeszakították, és nem is rendeztek újabbat 1989-ig.
| Helyszín                      | Időpont          | Résztvevők száma | Győztes              | Második helyezett | Harmadik helyezett |
| ----------------------------- | ---------------- | ---------------- | -------------------- | ----------------- | ------------------ |
| Budapest Kongresszusi Központ | 1985. október 5. | 25               | Molnár Csilla Andrea | Kruppa Judit      | Füstös Veronika    |

Top 25
1. Porkoláb Andrea, 2. Olajos Andrea, 3. Sájer Anita, 4. Terényi Zsuzsanna, 5. Kruppa Judit, 6. Cenkvári Éva, 7. Gönczi Ágnes, 8. Harum Hajnalka, 9. Kalmár Zita, 10. Györök Katalin, 11. Klem Gabriella, 12. Havas Andrea, 13. Faragó Erika, 14. Bessenyei Beatrix, 15. Ördögh Erika, 16. Kondász Tünde, 17. Vida Melinda, 18. Romvári Gabriella, 19. Füstös Veronika, 20. Vigan Beáta, 21. Bálint Enikő, 22. Molnár Csilla Andrea, 23. Borsics Brigitta, 24. Brcan Mirjana, 25. Ligacs Tünde.
Különdíjak:
- Budapest Szépe (Budapest Tourist különdíja 10 000 Ft-os utazási utalvánnyal): Füstös Veronika.
- Caola Kozmetikai és Háztartásvegyipari Vállalat díja (1 éves reklámszerződés): Klem Gabriella.
- Fotex különdíja (100 000 Ft, 1 éves fotómodell szerződés, 1 éves kaliforniai fotómodell iskola): Kalmár Zita.
- Centrum Közönségdíj (majdnem 500 000 szavazat alapján): Kondász Tünde.

A zsűri tagjai:
Nagy Richárd, a Fővárosi Tanács elnökhelyettese, a zsűri elnöke.
Erich Reindl, a Miss EurÓpa Corporation elnöke.
Chrudinák Alajos főszerkesztő, az MTV külpolitikai főosztályvezetője.
Heinz Schindel, az ATV igazgatója.
Herbert Haupt Buchenrode, a Pro Market elnöke.
Keveházi Gábor, balettművész.
Sztankay István, színész.
Blazsek Tibor, a Centrum-Corvin reklámfőnöke.
Gulyás Gábor, a Caola Kozmetikai és Háztartásvegyipari Vállalat propagandafőnöke.
Vámos Magda, divattervező.
Ernyey Béla, színművész.
Szedniczky Gábor, a budapesti KISZ-bizottság titkára.
Talpassy Zsombor, a Fabulissimo márkamenedzsere.
Gáti László, a Magyar Média ügyvezető igazgatója.
Frenreisz Károly, popzenész, a Skorpió zenekar vezetője.
Komlós Péter, fotóművész, a Széchenyi Művészeti Központ igazgatója.
Várszegi Gábor, a Fotex Amerikai-Magyar Közös Fotószolgáltatási Kft. igazgatója.
Fellegi Tamás, a Budapest Tourist képviselője.
Mizsér Attila, öttusa világbajnok.
Dr. Horváth István, az Izsáki Állami Gazdaság igazgatója.
Fellépő művészek: Az Apostol együttes, Boncz Géza humorista, Turi Lajos (Lui), valamint elhangzott Szenes Iván erre az alkalomra írt szignálja "Lesz mindig szépségideál" címmel.
Műsorvezetők: Antal Imre és Cintula.

#### 1986-1988
A versenyt nem rendezték meg.

#### 1989
A szépségversenyt 1986-1988 között az előző győztes, Molnár Csilla tragikus halála miatt nem rendezték meg. Az 1989-es verseny során a szervezők fokozottan ügyeltek a versenyzők mentális felkészítésére is, ezért a felkészülés során pszichológus segítséget is biztosították. A döntőt a Magyar Televízió közvetítette az aznap esti Telesport című műsor keretében, ami miatt később több néző is panasszal élt, hiszen a versenyt sporthírekkel szakították meg, így nem lehetett látni minden versenyző bemutatkozását.
| Helyszín      | Időpont          | Résztvevők száma | Győztes           | Második helyezett | Harmadik helyezett |
| ------------- | ---------------- | ---------------- | ----------------- | ----------------- | ------------------ |
| Erkel Színház | 1989. október 2. | 16               | Gerlóczy Magdolna | Bali Anita        | Geszler Dorottya   |

- Telesport különdíja: Geszler Dorottya.
- Közönségdíj: Geszler Dorottya.

A zsűri tagjai: Mark Palmer amerikai nagykövet, Fritz Wepper.

### 1990-es évek

#### 1990
| Helyszín              | Időpont | Résztvevők száma 14 | Győztes       | Második helyezett | Harmadik helyezett |
| --------------------- | ------- | ------------------- | ------------- | ----------------- | ------------------ |
| Budapest Sportcsarnok | 1990.   |                     | Czuczor Kinga | Lévai Krisztina   | Kárpáti Mónika     |

#### 1991
| Helyszín              | Időpont | Résztvevők száma | Győztes        | Második helyezett | Harmadik helyezett |
| --------------------- | ------- | ---------------- | -------------- | ----------------- | ------------------ |
| Budapest Sportcsarnok | 1991.   |                  | Bálint Antónia | Rába Tímea        | Michna Orsolya     |

Újraválasztás után:
- I. Michna Orsolya
- II. Ambrus Tímea
- III. Szalontai Szilvia

#### 1992
| Helyszín | Időpont | Résztvevők száma | Győztes        | Második helyezett     | Harmadik helyezett |
| -------- | ------- | ---------------- | -------------- | --------------------- | ------------------ |
|          | 1992.   |                  | Papp Bernadett | Rutterschmidt Szilvia | Kakas Edit         |

#### 1993
A versenyt nem rendezték meg.

#### 1994
| Helyszín | Időpont | Résztvevők száma | Győztes      | Második helyezett | Harmadik helyezett |
| -------- | ------- | ---------------- | ------------ | ----------------- | ------------------ |
|          | 1994.   |                  | Farkas Tímea | Tóth Judit        | Deák Ágnes         |

#### 1995
| Helyszín | Időpont | Résztvevők száma | Győztes           | Második helyezett | Harmadik helyezett |
| -------- | ------- | ---------------- | ----------------- | ----------------- | ------------------ |
|          | 1995.   |                  | Veinberger Ildikó | Gallai Katalin    | Tatár judit        |

#### 1996-1997
A versenyt nem rendezték meg.

#### 1998
| Helyszín | Időpont            | Résztvevők száma | Győztes   | Második helyezett | Harmadik helyezett |
| -------- | ------------------ | ---------------- | --------- | ----------------- | ------------------ |
| Budapest | 1998. november 13. |                  | Sas Leila | Bódi Sylvi        | Hegedűs Judit      |

A zsűri tagjai: Bács Ferenc.

#### 1999
| Helyszín | Időpont | Résztvevők száma | Győztes       | Második helyezett | Harmadik helyezett |
| -------- | ------- | ---------------- | ------------- | ----------------- | ------------------ |
|          | 1999.   |                  | Dammak Jázmin | Orestyák Erika    | Szököl Diána       |

Fellépő művészek: Baby Sisters, Botafogó Táncegyüttes, Gyurácz Eszter, Rippel fivérek, Sasvári Sándor.

### 2000-es évek

#### 2000
| Helyszín              | Időpont            | Résztvevők száma | Tini Győztes     | Tini Második helyezett | Tini Harmadik helyezett | Győztes         | Második helyezett | Harmadik helyezett |
| --------------------- | ------------------ | ---------------- | ---------------- | ---------------------- | ----------------------- | --------------- | ----------------- | ------------------ |
| Budapest, Víg Színház | 2000. november 13. |                  | Nyírfalusi Ágnes | Varga Linda            | Márkus Anett            | Erdélyi Melinda | Tari Tímea        | Molnár Dalma       |

Fellépő művészek: Balázs Péter, Botafogó Táncegyüttes, Cserháti Zsuzsa, Krisz Rudolf, Malek Andrea, Szikora Róbert.
Műsorvezetők: Ambrus Mercédesz és Garami Gábor.

#### 2001
| Helyszín                               | Időpont            | Résztvevők száma | Győztes        | Második helyezett | Harmadik helyezett        |
| -------------------------------------- | ------------------ | ---------------- | -------------- | ----------------- | ------------------------- |
| Budapest, Novotel Kongresszusi Központ | 2001. november 14. |                  | Stedra Szabina | Lángi Anita       | Kazareczki Hajnalka Tímea |

MIss Tini Hungary: I. Titania Valentine

#### 2002
A verseny fotótáborát Harkányban rendezték meg.
| Helyszín                          | Időpont            | Résztvevők száma | Győztes      | Második helyezett | Harmadik helyezett |
| --------------------------------- | ------------------ | ---------------- | ------------ | ----------------- | ------------------ |
| Budapest, Fővárosi Operettszínház | 2002. november 13. |                  | Tóth Szilvia | Svecz Szabina     | Szűcs Anikó        |

Miss Tini Hungary : I. Zimány Linda

#### 2003
| Helyszín                    | Időpont            | Résztvevők száma | Győztes      | Második helyezett | Harmadik helyezett |
| --------------------------- | ------------------ | ---------------- | ------------ | ----------------- | ------------------ |
| Budapest, Grand Hotel Royal | 2003. december 29. |                  | Balogh Edina | Tihanyi Ágnes     | Farkas Laura       |

Miss Tini Hungary: I. Nagy Réka
A zsűri tagjai: Árpa Attila, Bíró Ica, Kovács István, Szabics Imre, Vitkó László.
Műsorvezető: Hajdú B. István.

#### 2004
A verseny egyik elődöntőjét mintegy 50 résztvevővel Budapesten, a Béke Radisson szállodában rendezték meg 2004. július 25-én. További két elődöntőt tartottak még Egerben, 35 résztvevővel illetve Siófokon. Az elődöntők tíztagú zsűrijének tagja volt többek között Farkas Laura, az előző évi verseny harmadik helyezettje valamint Tasnádi Péter vállalkozó is. A döntőbe 28-an jutottak be.
| Helyszín                               | Időpont            | Résztvevők száma | Tini Győztes   | Tini Második helyezett | Tini Harmadik helyezett | Győztes   | Második helyezett | Harmadik helyezett |
| -------------------------------------- | ------------------ | ---------------- | -------------- | ---------------------- | ----------------------- | --------- | ----------------- | ------------------ |
| Budapest, Novotel Kongresszusi Központ | 2004. december 20. | 28               | Bazsika Vivien | Urbán Réka             | Ágoston Dóra            | Nagy Nóra | Knoll Márta       | Bocsi Barbara      |

Top 6: Lautner Kitti, Paszinger Anita, Varga Beáta és a három helyezett.

#### 2005
A verseny fotótáborát Assisiben rendezték meg.
| Helyszín                               | Időpont           | Résztvevők száma | Tini Győztes     | Tini Második helyezett | Tini Harmadik helyezett | Győztes    | Második helyezett | Harmadik helyezett |
| -------------------------------------- | ----------------- | ---------------- | ---------------- | ---------------------- | ----------------------- | ---------- | ----------------- | ------------------ |
| Budapest, Novotel Kongresszusi Központ | 2005. december 8. | 18               | Maximovits Anett | Polgár Ildikó          | Lukács Mercédesz        | Oláh Noémi | Papp Lili         | Balázs Krisztina   |

Top 6: Csendes Bea, Kozák Lívia, Zelinka Èva és a három helyezett.
Többi versenyző: Ambrus Titanilla, Gabnai Anna, Kalderás Teréz, Karajkó Judit, Kiss Krisztina, Márkos Réka, Metzker Viktória, Póser Bernadett, Simon Réka, Szabó Beatrix, Tóth Zsuzsa, Varga Csilla Renáta.
Többi Tini versenyző: Domonkos Bianka, Fantoly Nikolett, Karp Kitti, Károlyfalvi Henrietta, Lakatos Szandra, Papp Kitti, Vári Alexandra
A zsűri tagjai: Bacsó Péter, Bíró Ica.
Fellépő művészek: Baby Gabi és Lala, Benkő Dániel.
Műsorvezetők: Geszler Dorottya és Hajdú B. István.

#### 2006
A verseny fotótáborát a siófoki Hotel Azúrban rendezték meg.
| Helyszín                    | Időpont            | Résztvevők száma | Tini Győztes | Tini Második helyezett | Tini Harmadik helyezett | Győztes     | Második helyezett | Harmadik helyezett    |
| --------------------------- | ------------------ | ---------------- | ------------ | ---------------------- | ----------------------- | ----------- | ----------------- | --------------------- |
| Budapest, Mammut II. – TABU | 2006. december 29. | 12 + 20          | Misik Renáta | Nagy Flóra Gemma       | Mészáros Vivien         | Szabó Kitti | Katona Linda      | Szilveszter Zsuzsanna |

Top 6: Freire Szilvia, Szobonya Tímea, Varga Dóra és a három helyezett.
Többi tini versenyző: Bognár Franciska, Farsang Dorottya, Gollo Nathale, Himer Krisztina, Iványi Melinda, Kanizsa Dóra Ildikó, Molnár Gitta, Papp Alexandra, Vörös Anna.
Többi felnőtt versenyző: Babári Krisztina, Benke Anna, Bere Hedvig, Botyánszki Szilvia, Fülöp Magdolna, Hajnes Rita, Hatházi Zsuzsa, Ható Júlia, Katona Anikó, Komenda Mónika, Oláh Szilvia, Polgár Ildikó, Saláta Anita, Vladár Krisztina.
A zsűri tagjai: Krasznai Zsolt.

#### 2007
| Helyszín                 | Időpont            | Résztvevők száma | Tini Győztes          | Tini Második helyezett | Tini Harmadik helyezett | Győztes        | Második helyezett | Harmadik helyezett |
| ------------------------ | ------------------ | ---------------- | --------------------- | ---------------------- | ----------------------- | -------------- | ----------------- | ------------------ |
| Budapest, Thália Színház | 2007. december 28. | 13 + 18          | Károlyfalvi Henrietta | Bódi Anita             | Abonyi Adrienn          | Koller Katalin | Czifra Kinga      | Verner Adrienn     |

Top 6: Kávássy Leila, Kopacz Boróka, Szabó Szandra.
Többi tini versenyző: Gerencsér Lilla, German Brigitta, Gyányi Enikő, Kántor Kitty, Karsai Kata, Kis Kitti, Medovarszky Anett, Pákozdi Panka, Rátvai Klaudia, Statkievics Szonja.
Többi felnőtt versenyző: Al Sallami Linda, Busai Renáta, Dalnoki Tímea, Gáspár Nikolett, Györgyi Renáta Katalin, Klobucnikova Vera, Kovács Judit, Nagy Enikő, Polgár Csilla, Rácz Nóra, Rusai Renáta, Samu Kata.
A zsűri tagjai: Horváth Csaba, Katona Miklós, Kása-Hunyady Gábor, Kustánczi Lia.
Műsorvezetők: Csősz Boglárka és Kasuba L. Szilárd.

#### 2008
A versenyt Budapesten, a Stefánia Palotában rendezték meg, december 13-án.
| Helyszín                  | Időpont            | Résztvevők száma | Tini Győztes    | Tini Második helyezett | Tini Harmadik helyezett | Győztes       | Második helyezett | Harmadik helyezett    |
| ------------------------- | ------------------ | ---------------- | --------------- | ---------------------- | ----------------------- | ------------- | ----------------- | --------------------- |
| Budapest, Stefánia Palota | 2008. december 13. | 12 + 19          | Németh Nikolett | Kocsis Korinna         | Dézsányi Bianka         | Polgár Ildikó | Misik Renáta      | Tepedelem Tímea Tüláy |

Top 6: Bodák Enikő, Csige Kata, Tihor Beáta és a három helyezett.
Többi tini versenyző: Babusa Emese, Csikós Éva, Hajma Mónika, Katona Renáta, Morvai Cintia, Nagy Nikolett, Nagy Vivien, Pápai Fanni, Zsíros Anna.
Többi felnőtt versenyző: Aradszky Dea, Bíró Adrienn, Horváth Bettina, Kanyár Edina, Karp Kitti, Koszorús Georgina, Kukoly Anita, Méhes Marietta, Simma Beáta, Simon Szimonetta, Szpányik Kitti, Valla Csilla, Vári Alexandra.

#### 2009
Ettől az évtől kezdve a verseny győztese együttműködik a Magyar Máltai Szeretetszolgálattal, és első jótékonysági tevékenységeként egy Sierra Leonéba tartó segélyszállítmány kísérője lesz. Továbbá a Miss Hungary verseny nyertese képviseli hazánkat a Miss Európa versenyen.
Az ez évi fotótábort Hévízen rendezték meg.
| Helyszín                  | Időpont            | Résztvevők száma | Tini Győztes    | Tini Második helyezett | Tini Harmadik helyezett | Győztes          | Második helyezett | Harmadik helyezett |
| ------------------------- | ------------------ | ---------------- | --------------- | ---------------------- | ----------------------- | ---------------- | ----------------- | ------------------ |
| Budapest, Budapest Hilton | 2009. december 19. |                  | Cserháti Tamara | Vigmann Bernadett      | Hőnich Lolita           | Maximovits Anett | Farsang Dorottya  | Keserű Nóra        |

### 2010-es évek

#### 2010
Az ez évi fotótábort Hajdúszoboszlón rendezték meg, az itteniek szerint a legszebb döntős lány Venczlik Yvette. A versenysorozat 20. döntőjét november 28-án tartották Budapesten, a VAM Design Centerben.
| Helyszín                    | Időpont            | Résztvevők száma | Tini Győztes    | Tini Második helyezett | Tini Harmadik helyezett | Győztes      | Második helyezett | Harmadik helyezett |
| --------------------------- | ------------------ | ---------------- | --------------- | ---------------------- | ----------------------- | ------------ | ----------------- | ------------------ |
| Budapest, VAM Design Center | 2010. november 28. | 10 + 22          | Dézsányi Bianka | Bernáth Klaudia        | Balavaider Bettina      | Gregori Dóra | Venczlik Yvette   | Botos Zsófia       |

Top 5: Kovács Kinga, Virágh Nóra és a három helyezett.
Többi tini versenyző: Ficsor Diána, Gelencsér Tímea, Makk Andrea Adina, Nemes Renáta, Pászti Netti, Protár Zsófia, Strázsi Bianka.
Többi felnőtt versenyző: Dara Edit, Gili Viktória, Gosztola Edina, Győrfi Anett, Horváth Alexandra, Huszár Zsófia, Kócsó Mónika, Mészáros Réka, Mészáros Vivien, Nádai Anikó, Öchlsläger Kitti, Pocsai Ágota, Prancz Petra, Rácz Kitti, Romhányi Éva, Törteli Kamilla, Zsíros Anna.
Különdíjak:
- Közönségdíj: Botos Zsófia.
- Különdíj: Botos Zsófia, Dara Edit, Gregori Dóra, Kovács Kinga, Mészáros Réka, Virágh Nóra, Venczlik Yvette.

A zsűri tagjai: Bene István, Bozsó Zoltán, Dörner György érdemes művész, Maximovits Anett szépségkirálynő, Dr. Pataki Gergely plasztikai sebész.
Műsorvezetők: Zimány Linda és Kasuba L. Szilárd.
Fellépő művészek: Bányoczki Nóra és Géczi András, Effendi – Arab Folklór Társulat, Hoffmann Richárd, Holliday Táncegyüttes, Magic of Music.

#### 2011
A verseny fotótáborát Hajdúszoboszlón rendezték meg.
| Helyszín                                   | Időpont            | Résztvevők száma | Tini Győztes  | Tini Második helyezett | Tini Harmadik helyezett | Győztes         | Második helyezett | Harmadik helyezett |
| ------------------------------------------ | ------------------ | ---------------- | ------------- | ---------------------- | ----------------------- | --------------- | ----------------- | ------------------ |
| Budapest, Danubius Hotel Flamenco bálterme | 2011. december 29. | 28               | Szommer Edina | Ilyés Jenifer          | Kálvári Múzsa           | Bertók Marianna | Béres Evelin      | Keserű Nóra        |

2022
A verseny fotótáborát Hajdúszoboszlón rendezték meg.
| Helyszín                                   | Időpont            | Tini győztes  | Tini Második helyezett | Tini Harmadik helyezett | Győztes          | Második helyezett | Harmadik helyezett |
| ------------------------------------------ | ------------------ | ------------- | ---------------------- | ----------------------- | ---------------- | ----------------- | ------------------ |
| Budapest, Aquaworld Resort Hotel díszterme | 2022. december 11. | Horváth Lilla | Sümeghy Laura          | Bertirotti Mona         | Horváth Boglárka | Jávori Lili       | Mike Cintia        |

Közönségdíj: Mike Cintia

## Videók
- Gerlóczy Magdolna a Miss World 1989 világversenyen – Fürdőruhás bemutatkozás. Elérés: 2009. május 23.
- Czuczor Kinga a Miss World 1990 világversenyen – Fürdőruhás bemutatkozás. Elérés: 2009. május 23.
- Michna Orsolya a Miss World 1991 világversenyen – Nemzetek parádéja. Elérés: 2009. május 23.
- Papp Bernadett a Miss World 1992 világversenyen – Nemzetek parádéja. Elérés: 2009. május 23.
- Farkas Tímea a Miss World 1994 világversenyen – Nemzetek parádéja. Elérés: 2009. május 23.